# Lego Mindstorms
LEGO Mindstorms — конструктор (набір сполучених деталей і електронних блоків) для створення програмованих роботів. Вперше він був представлений компанією LEGO в 1998 році. У 2006 році світ побачила модель LEGO Mindstorms NXT 1.0, в 2009 — LEGO Mindstorms NXT 2.0, а в 2013 — LEGO Mindstorms EV3.
Набори LEGO Mindstorms комплектуються стандартними деталями LEGO — це балки, осі, колеса і шестерні. В комплекті також представлені сенсори, двигуни і програмувальні блоки. Набори поділяються на базові і ресурсні.

## Набори
Базовий набір NXT поставляється в трьох версіях: 8527 LEGO MINDSTORMS NXT — перша версія комерційного набору, 577 деталей, рік випуску 2006; 9797 LEGO MINDSTORMS Education NXT Base Set — освітній набір для навчання, 431 деталь, рік випуску 2006; 8547 LEGO MINDSTORMS NXT 2.0 — друга версія комерційного набору, 619 деталей, рік випуску 2009. Усі три набори мають у своєму комплекті однакову версію інтелектуального блоку NXT (або, як його люблять називати — «цеглина»), відрізняються тільки версії програмування, але це не принципово, оскільки програмну частину можна легко обновити. Так що можна говорити про повну рівноцінність цих наборів. Ще є ресурсні набори: 9648 и 9695 LEGO MINDSTORMS Education Resource Set — набір середній ресурсний, 817 деталей, рік випуску 2010. Ресурсний набір включає в себе більшу кількість деталей і має більш їх різновидів. Базовый набір EV3 3.0 поставляється в єдиній версії 31313 (601 деталь).
Обидва комплекти можуть бути використані для участі в змаганнях робототехніки (наприклад у Всесвітній Олімпіаді Роботів (англ. World Robot Olympiad, WRO)). В Україні найвизначнішою подією у сфері робото будування є Всеукраїнський фестиваль робототехніки Robotica. Всеукраїнська олімпіада — це частина Світових олімпіад з робототехніки WRO та FLL, яка покликана принести в Україну найкращу філософію навчання та найкращі освітні інструменти. Робототехніка — це чудова платформа для навчання та опанування навичками для ХХІ століття. Вирішення робото технічних завдань розвиває у учнів творчий потенціал, навички критичного мислення та послідовного вирішення проблем, вчить інноваційності. Робототехніка — це широко міжпредметна дисципліна. Учні повинні вивчати та застосовувати на практиці фізику, математику, комп'ютерне програмування та інженерні науки. Найбільш корисна та приємна частина в конструюванні роботів — це те, що дітям дуже подобається сам процес, що вони працюють як єдина команда, а навчання відбувається так же природно, як дихання.

## Мікрокомп'ютери (Контроллери)
До складу наборів можуть входити блоки керування різних версій. На разі їх три. Також у блоків присутня модифікація, вона зазначається 1.0; 2.0 і т. д.)
Набори LEGO Mindstorms мають у комплекті велику кількість сенсорів компанії LEGO, а також інших виробників, таких як HiTechnic, Mindsensors. Приклади стандартних сенсорів LEGO Mindstorms NXT.
LEGO Mindstorms — це серія комплектів, що включає програмне забезпечення і апаратні засоби для створення налаштованих, програмованих роботів. Вони складаються з інтелектуального комп'ютера-цеглини, який керує системою, набору модульних датчиків і двигунів і LEGO частини від лінійки Technic, щоб створювати механічні системи.
Апаратні і програмні корені комплекту — винахід системи Mindstorms Robotics повернуться до програмувальних цеглин, що були створені в MIT Media Lab. Ця цеглина була запрограмована у Logo. Перше візуальне середовище програмування було названо LEGOsheets, тому що воно було створене в Університеті Колорадо у 1994 році на основі AgentSheets.
Оригінальний комплект Mindstorms Robotics Invention System має два двигуни, два сенсорних датчика і один датчик світла. Версія NXT має три серводвигуни і по одному датчику світла, звука і відстані, а також один сенсорний датчик. NXT 2.0 має 2 сенсорних датчики, а також легкий датчик відстані і 4 підтримки без використання мультиплексора датчика. LEGO Mindstorms можуть бути використані для конструювання моделі з вбудованою системою комп'ютерного керування електромеханічними частинами. Багато видів реальних вбудованих систем наприклад: контролери промислових роботів від ліфтів, можуть бути змодельовані за допомогою Mindstorms. Набори Mindstorms також продаються й використовуються як навчальний посібник, як результат партнерства між LEGO і MIT Media Lab. Освітня версія продукту називається LEGO Mindstorms для шкіл, і поставляється з ROBOLAB GUI — програмування на основі програмного забезпечення, розробленого в Університеті Тафтса з використанням National Instruments LabVIEW як двигуна. Крім того, програмне забезпечення, що поставляється, може бути замінене перепрошивкою або за допомогою мов програмування, в тому числі таких популярних, що використовуються професіоналами в області вбудованих систем, як Java і С. Єдина відмінність між освітньою серією і споживчою серією є те, що освітня включає в себе ще один сенсорний датчик і ще декілька оригінальних і позикових засобів.
Mindstorms був названий на честь книги Mindstorms: Діти, комп'ютери і яскраві ідеї по Сеймур Пейпертом. Найновішу систему, що була названа Lego Mindstorms EV3, було випущено 1 вересня 2013 року. Вона має такі складові:

### LEGO камери
LEGO камера технічно не робот іграшка; це, швидше, звичайна вебкамера (Web-камера Logitech QuickCam) упакована в оболонку LEGO. На відміну від більшості складових набору Mindstorms, не програмується і може бути використаною тільки при підключенні до ПК або іншого пристрою, що підтримує USB вебкамери.
Камери в LEGO Mindstorms призначені для виконання з включеним баченням програмної команди. Вони також можуть взаємодіяти з RCX і, таким чином, надають можливість створювати роботів, що «бачать». Програмне забезпечення дає змогу розрізняти різні джерела світла, рух та кольори. Камера може бути використана також і з будь-яким іншим програмним забезпеченням для вебкамер. Вона здатна записувати до 30 кадрів за секунду і має мікрофон для запису звуку відео.

### Інтерфейс 4.5V PC
Перший програмований LEGO продукт (1989). Він складається з виділеної IBM-PC-сумісною ISA інтерфейсної плати, плаского кабелю, а також панелі керування. Панель керування має в комплекті 6 незворотних вихідних 4.5V портів, три оборотні вихідні 4.5V порти (кожен з використанням ліній електропередачі від своїх двох сусідніх необоротних портів), два вхідних 4.5V портів і один безперервний вихідний порт 4.5V. Вона має також ручну стоп-кнопку. Використовуючи програми, запущені на комп'ютері, користувач може створювати стаціонарні програмовані роботи LEGO за допомогою старих систем 4.5V. 4.5V Інтерфейс ПК був замінений 9В основі Dacta управління лабораторії в 1995 році.

### Центр управління Technic
Центр управління LEGO Technic (1990) був першим програмованим самостійним продуктом LEGO, в тому сенсі, що в змозі зберігати програми на основі послідовності і запускати їх. Три вихідних порти і ручне управління дають змогу зберігати лінійні послідовності ручного введення плюс інформацію про час. Центр може зберігати одночасно дві програми.
Ручне управління може бути використане для незалежного управління трьома двигунами. Для запису програми контролер повинен бути переведений в режим програмування, і тоді будь-яке ручне управління було б записано в програмі. Паузи можуть бути також включені в програму. Коли запис буде зроблено, контролер може успішно згадати і виконати будь-яку ручну дію, зроблену під час запису. Виконання програми може бути встановлено в циклі нескінченно.
У порівнянні з більш пізніми програмними контролерами, центр управління Техніка дуже простий і ледве може називатися програмованим.

### Dacta лабораторія контролю.
Випущена в 1995 році, Dacta управління Лабораторія була першим LEGO продуктом, щоб показати датчики, 9В на основі автоматизованої LEGO продукції. Лабораторія управління була реєстратором даних, яка показала чотири пасивні вхідні порти, чотири активні вхідні порти, вісім керованих вихідних портів 9В, і один безперервний вихідний порт. Вона також показувала ручну стоп-кнопку. Панель управління підключається до комп'ютера за допомогою послідовного порту спеціально розробленим адаптером кабелю. А комп'ютерна програма дозволяє користувачу умовно запрограмувати виходи. Це дало можливість експлуатації робота в основі стаціонарних LEGO винаходів. Лабораторія управління замінила старий інтерфейс 4.5V ПК з 1989 року, який був першим повністю програмованим інтерфейсом LEGO.
Роз'єми перших датчиків були різного кольору в залежності від їх типу. Активні датчики мали блакитні роз'єми, а пасивні датчики — жовті. Пізніше Pbricks зберіг колірне кодування для вхідних портів, а вихідні датчики втратили колірне кодування роз'ємів (використовуються тільки чорні роз'єми). Ранні сенсорні датчики також були іншого виду і форми в порівнянні з більш пізніми сенсорними датчиками. Вони також мали змінні і більш довгі кабелі.
Лабораторія управління була розроблена для шкіл та освітніх цілей і не була у вільному продажу.

### LEGO Cybermaster
Cybermaster в основному продаються в Європі та Австралії / Новій Зеландії і був доступний протягом короткого часу в Сполучених Штатах через журнали LEGO Club. Вона була спрямована на дорослу аудиторію як рання спроба злиття з робототехніки та LEGO. У цеглинах є багато спільного, особливо програмне забезпечення, засоби з RCX, але вони відрізняється за зовнішнім виглядом і технічним вимогам: 1 вихід (плюс 2 вбудовані) і 4 датчики. Він використовує РФ (27 МГц R / C діапазону) замість ІК для комунікації.
LEGO Cybermaster має два вбудовані двигуни з вбудованими електронними тахеометрами та спідометрами.
Система обмежується пасивними датчиками (простий / D з внутрішніми резисторами).
Датчики, що поставляються, збігаються з нею кольором і мають внутрішні резистори в їх відкритому стані (з урахуванням Pbrick зрозуміло, який датчик підключений до якого порту).
Він має фіксовані прошивки, тому він не може бути оновленим або заміненим).
Є обмеження оперативної пам'яті для програм (395 байт), і тільки один слот програми.
Незважаючи на очевидні мінуси має ряд переваг в порівнянні з його «старшим братом», в РСР.
Посилання РФ має більший діапазон і є всенаправленим.
Вбудований тахометр і датчики спідометра на внутрішніх двигунах забезпечують ті ж функції, що й зовнішній датчик обертання в РСР, але не використовуючи порти датчиків.
Це робить його не функціональним для різних мобільних платформ і виконання додаткових завдань руху / позиціонування.
Протокол, що і RCX, але не може безпосередньо спілкуватися з ним (у зв'язку з ІЧ проти РФ), але з ретранслятора (комп'ютер з 2 послідовними портами і простої програми), вони не можуть бути інтегровані.
Так штрих-код просто серія відхилень у світлі, ця форма запису команди була названа VII, (видиме світло Link) і використовувалась в декількох більш пізніх моделях LEGO.
LEGO випустила синій комп'ютер, що називається Scout, який має 2 порти датчика, 2 двигуна порти (плюс один додатковий, що пов'язаний з Micro Scout за допомогою волоконно-оптичного кабелю) і вбудований датчик освітленості, але без інтерфейсу ПК. Він поставляється з Robotics Discovery Set. Scout може бути запрограмований з колекції вбудованих в поєднаннях програми. Для того, щоб запрограмувати Scout, користувач повинен ввести «режим живлення» на ньому. Scout може зберігати одну програму.
Scout заснований на мікроконтролері Toshiba з 32 КБ ПЗУ і 1 Кб оперативної пам'яті, де близько 400 байт доступні для користувача програм. Через вкрай обмежений обсяг оперативної пам'яті, безліч зумовлених підпрограм були надані в ПЗУ. Scout підтримує тільки пасивні зовнішні датчики, це означає, що тільки на дотик, температуру та інші датчики можуть бути використані без двигуна. Аналого-цифрові перетворювачі, використовувані в розвіднику, мають дозвіл 8 біт, на відміну від 10-розрядних перетворювачів RCX. Був план LEGO, щоб створити набір керма, що дозволяє програмувати Scout з комп'ютера з програмним забезпеченням, таким як RCX коду. Тим не менш, через складність цього проекту, він був зупинений.
RCX може керувати цеглина Scout, використовуючи кнопку «Відправити ІК повідомлення» Програма блоку RCX робить контролінг, і, отже, він може бути запрограмований з ПК, в той час як Scout приймає команди. Scout цеглина повинен мати всі його параметри, встановлені на «OFF».

## LEGO Mindstorms NXT
LEGO Mindstorms NXT є програмованим Robotics комплектом випущеним LEGO в липні 2006 року. Він замінив перше покоління LEGO Mindstorms комплект. Комплект складається з 577 деталей, в тому числі: 3 серводвигуни, 4 датчики (ультразвуковий, звук, дотик, і світло), 7 сполучних кабелів, інтерфейсу, USB кабелю, і Intelligent Цегла NXT. Інтелектуальна цегла «мозок» машини Mindstorms. Це дозволяє роботу автономно виконувати різні операції. У комплект також входить NXT-G, графічне середовище програмування, яке дозволяє створювати і завантаження програми у NXT. Програмне забезпечення також містить інструкції для 4 роботів; Альфа-Rex (Гуманоїд), Tri-Bot (автомобіль), Robo-Arm T-56 (маніпулятор), і Спайк (скорпіон).

## LEGO Mindstorms NXT Навчальна версія
Ця навчальна версія набору NXT від LEGO Education, яка розроблена для використання в школах. Програмне забезпечення продається окремо. Найкраще використовувати ресурси у системі освіти. Набір навчальної версії включає в себе датчик освітленості, ультразвуковий датчик, звуковий датчик, три лампи і пару сенсорних датчиків. Перший набір складається з близько 400 деталей, а додатковий набір складається з близько 600 деталей. Освітній варіант найбільш підходить для тих, хто має більш старі версії Mindstorms, бо має три перетворювачі кабелів.

## LEGO Mindstorms NXT 2.0
LEGO Mindstorms NXT 2.0 був випущений 5 серпня 2009 і містить 619 деталей (включає в себе датчики і двигуни). Він оснащений двома сенсорними датчиками — ультразвуковий датчик, і представлений новий датчик кольору. У NXT 2.0 використовується операція з плаваючою комою Point, в той час, як в більш ранніх версіях використовується ціле число операцій. Витрати на комплект близько $ 280.

## LEGO Mindstorms EV3
LEGO Mindstorms EV3 — третє покоління LEGO Mindstorms продукт. LEGO оголосила про Mindstorms покоління платформи третій під назвою EV3. EV3 є подальший розвиток NXT системи був випущений 1 вересня 2013 набір LEGO Mindstorms EV3 включає в себе двигуни, датчики, програмне забезпечення EV3, 550 деталей + LEGO Technic і пульт дистанційного керування. EV3 можна керувати за допомогою смарт-пристроїв.